# نادي أبناء الجولان والجليل
نادي كرة قدم أبناء الجولان والجليل (ممبع) هو نادي يلعب في الدوري الإسرائيلي لكرة القدم ، ضمن الدرجة الثالثة .
لقد تأسس الفريق عام 2015 من قبل بعض الشخصيات الدرزية في الجولان السوري المحتل من ألقرى مسعدة ، مجدل شمس، بقعاتا وعين قينيا والذي يشكلون معا اسم الفريق (م.م.ب.ع. )

## تاريخ النادي
تأسس النادي عام 2015 كأول فريق عربي درزي من الجولان السوري المحتل والذي يلعب ضمن الاتحاد العام لكرة القدم الإسرائيلي  في الدرجة الثالثة منطقة الجليل الاعلى .
في الموسم 2015/2016 تربع الفريق طيلة الموسم على قمة الدرجة الثالثة   في منافسة متقاربة مع الفريق الخصم نادي جولس، ولكن في النهاي صعد فريق نادي جولس للدرجة الثانية بفارق ثلاث نقاط  .
في الموسم الكروي 2016/2017 حقق ألفريق صعوداً تاريخياً للدرجة الثانية بعد أن أنهى ألدوري بخسارة واحده فقط وتعادل واحد بعد منافسة قوية طيلة الموسم مع فريق هبوعيل شباب طمره الذي صعد هو الاخر من المرتبة الثانية .

## وصلات خارجية
- نادي كرة قدم أبناء الجولان والجليل (ممبع) على موقع الاتحاد العام لكرة القدم الإسرائيلي (بالعبرية)